# William George Holmes
Pour les articles homonymes, voir Holmes.
William George Holmes (20 août 1892 - 16 janvier 1969) est un officier supérieur de l'armée britannique ayant combattu avec distinction pendant la Première Guerre mondiale. Il servit ensuite en tant que lieutenant général pendant la Seconde Guerre mondiale, où il commanda notamment la 42e division d'infanterie (East Lancashire) pendant la bataille de France en mai/juin 1940.

## Première Guerre mondiale
Holmes fit ses études à la Gresham's School de Holt et au Royal Military College de Sandhurst. Après avoir obtenu son diplôme, il fut nommé sous-lieutenant dans les Royal Welch Fusiliers le 11 octobre 1911. Il servit avec son régiment principalement au 1er bataillon tout au long de la Première Guerre mondiale, au cours duquel il fut mentionné dans les dépêches à quatre reprises et reçut l'Ordre du Service distingué ainsi que la Médaille d'argent de la valeur militaire italienne, en tant que commandant du 1er bataillon sur le Front italien de 1917 à 1918,. Il gravit les échelons rapidement pendant la guerre, étant promu capitaine en décembre 1914, major temporaire en mai 1916, et terminant comme lieutenant-colonel par intérim, auquel il fut promu le 10 décembre 1918, faisant de lui, à seulement 26 ans, l'un des plus jeunes de son rang dans l'armée britannique.

## Entre-deux-guerres
En 1921, il servit au Waziristan, retourna au Royaume-Uni et devint adjudant du 6e bataillon, RWF, une formation de l'Army Reserve (TA) faisant partie de la 158e brigade de la 53e division d'infanterie (galloise), à partir du 12 mars 1923. Il renonça à sa nomination le 12 septembre lors de son transfert au East Lancashire Regiment (en). Il fréquenta le Staff College de Camberley de 1928 à 1929, aux côtés d'étudiants comme Gerald Templer, John Harding, Richard McCreery et Alexander Galloway (en).
En 1933, Holmes devint commandant du 2e bataillon, de l'East Lancashire Regiment. Promu colonel la même année, il obtint un poste d'état-major au Northern Command en 1934 et, promu au grade provisoire de brigadier le 1er octobre 1935, recevant le commandement de la 8e brigade d'infanterie, intégrée à la 3e division d'infanterie. Le 14 juin 1937, à l'âge de 44 ans, Holmes devint le plus jeune général de l'armée britannique et après avoir passé une période en demi-solde, le 1er mars 1938 obtint son premier commandement divisionnaire, le 42e division d'infanterie (East Lancashire), une formation de l'Army Reserve.

## Seconde Guerre mondiale
Holmes a commandé la 42e division lors de la bataille de France en 1940 avec le Corps expéditionnaire britannique,. Après la chute de la France et l'évacuation de Dunkerque, Holmes est promu lieutenant-général et reçoit le commandement du Xe corps nouvellement formé, le commandant en Syrie et en Afrique du Nord en juin 1940.
En novembre 1941, Holmes devient officier général commandant les troupes britanniques en Égypte, en plus de ses responsabilités de commandant du Xe corps. En août 1942, il devient directeur général des transports au War Office. Son dernier commandement était la 9e armée, basée en Palestine et en Transjordanie, commandement qu'il occupa de septembre 1942 jusqu'à sa retraite en 1945.

## Honneurs
- 1917 : Ordre du Service distingué[2]
- 1918 : Médaille d'argent de la valeur militaire (Italie)[2]
- 1938 : Compagnon de l'Ordre du Bain[2]
- 1944 : Ordre du Phénix, 2e classe (Grèce)[2]
- 1944 : Chevalier Commandeur de l'Ordre de l'Empire britannique[2]
- 1945 : Ordre Polonia Restituta, 2e classe (Pologne)[2]